# Autostrada A1var
Die A1var ist ein Autobahnabschnitt der A1, welcher zwischen Bologna und Florenz als Alternative zur alten Autobahn A1 (heute als panoramica bezeichnet) zur Verfügung steht, die früher täglich 89.000 Fahrzeuge aufnehmen musste, davon etwa 25.000 Lastkraftwagen und Omnibusse. Dieser Abschnitt durch den Apennin der A1 beinhaltet enge Kurvenradien und veraltete Tunnels und Brücken, außerdem konnte die 4-streifig ausgebaute Strecke dem heutigen Verkehrsaufkommen nicht mehr gerecht werden. Somit wurde durch die Variante Valico Abhilfe geschaffen.
Die Strecke ist 2-streifig pro Fahrtrichtung inkl. Standstreifen ausgebaut. Die 62,5 Kilometer lange Variante di Valico beinhaltete neben dem abschnittsweisen sechsstreifigen Ausbau der Bestandstrasse eine 37 Kilometer lange Ausweichstrecke zwischen La Quercia und Barberino di Mugello unweit der bestehenden – in diesem Abschnitt kaum ausbaubaren – Autobahn. Die Gesamtkosten haben sich während der Bauzeit von geplanten 3,518 Milliarden auf 7 Milliarden Euro erhöht.

## Geschichte
Die Planungen für diesen Abschnitt begannen bereits 1985. Im August 2001 stimmte der Ministerrat der Neuerrichtung zu. Die Bauarbeiten fanden von März 2004 bis Dezember 2015 statt, am 23. Dezember 2015 wurde die neue Trasse dem Verkehr übergeben.
Der 43 Kilometer lange Abschnitt wurde wie folgt umgestaltet:
- Neubau der Ausweichstrecke „Variante di Valico“ zwischen La Quercia und Aglio mit einem Basistunnel, zusätzlich zur bereits vorhandenen Autobahntrasse. Beide Trassen bleiben in Betrieb.
- Zwischen Aglio und Barberino wurde eine neue Autobahntrasse in zwei Tunneln mit drei Fahrstreifen für den Verkehr in Richtung Süden errichtet, die alte bestehende Trasse wurde umgestaltet und führt nun vierspurig nordwärts in Fahrtrichtung Bologna.